# Česká komorní filharmonie
Česká komorní filharmonie vznikla po roce 1989.
Byla založena Agenturou B-Arts Production. Prvním hobojistou a zároveň uměleckým vedoucím je Zdeněk Adam. Hlavním dirigentem je Petr Chromzcak. Orchestr vystoupil, mimo jiné, na festivalu Pražské jaro 2009. Dále pravidelně hostuje v Berlínské filharmonii.